# Gangbian (sockenhuvudort i Kina, Jiangxi Sheng, lat 28,47, long 117,69)
Gangbian (kinesiska: 港边) är en sockenhuvudort i Kina. Den ligger i provinsen Jiangxi, i den sydöstra delen av landet, omkring 180 kilometer öster om provinshuvudstaden Nanchang. Antalet invånare är 10 062. Befolkningen består av 4 951 kvinnor och 5 111 män. Barn under 15 år utgör 29,0 %, vuxna 15-64 år 58 %, och äldre över 65 år 12,0 %.
Runt Gangbian är det ganska tätbefolkat, med 230 invånare per kvadratkilometer. Närmaste större samhälle är Xintan, 14,8 km söder om Gangbian. I omgivningarna runt Gangbian växer huvudsakligen savannskog.
Genomsnittlig årsnederbörd är 2 755 millimeter. Den regnigaste månaden är juni, med i genomsnitt 477 mm nederbörd, och den torraste är oktober, med 35 mm nederbörd.